# Harlösa
För andra betydelser, se Harlösa (olika betydelser).
Harlösa är en tätort i Eslövs kommun i Skåne, belägen ett par kilometer från Vombsjön.

## Befolkningsutveckling
| Befolkningsutvecklingen i Harlösa 1960–2020 | Befolkningsutvecklingen i Harlösa 1960–2020 | Befolkningsutvecklingen i Harlösa 1960–2020 | Befolkningsutvecklingen i Harlösa 1960–2020 | Befolkningsutvecklingen i Harlösa 1960–2020 |
| ------------------------------------------- | ------------------------------------------- | ------------------------------------------- | ------------------------------------------- | ------------------------------------------- |
|                                             |                                             |                                             |                                             |                                             |
| År                                          |                                             |                                             | Folkmängd                                   | Areal (ha)                                  |
| 1960                                        | 1960                                        |                                             | 457                                         |                                             |
| 1965                                        | 1965                                        |                                             | 508                                         |                                             |
| 1970                                        | 1970                                        |                                             | 543                                         |                                             |
| 1975                                        | 1975                                        |                                             | 645                                         |                                             |
| 1980                                        | 1980                                        |                                             | 719                                         |                                             |
| 1990                                        | 1990                                        |                                             | 715                                         | 78                                          |
| 1995                                        | 1995                                        |                                             | 733                                         | 78                                          |
| 2000                                        | 2000                                        |                                             | 708                                         | 78                                          |
| 2005                                        | 2005                                        |                                             | 742                                         | 78                                          |
| 2010                                        | 2010                                        |                                             | 763                                         | 78                                          |
| 2015                                        | 2015                                        |                                             | 780                                         | 94                                          |
| 2020                                        | 2020                                        |                                             | 840                                         | 85                                          |
|                                             |                                             |                                             |                                             |                                             |

## Samhället
Harlösa har en låg- och mellanstadieskola såväl som två stycken förskolor. Parken som ligger mellan Gårdstångavägen och Stationsvägen anlades av Harlösa försköningsförening 1951.
Harlösa kyrka ligger en liten bit utanför orten. Harlösa Prästgård, ett corps-de-logi med park och ekonomibyggnader ansluter till kyrkan. Mitt emot prästgården och kyrkan finns Harlösa Donationshus, ett ålderdomshem från 1824 som byggnadsminnesförklarades 1993. Sydost om Prästgården och öster om Donationshuset ligger byggnaden Rosenhill som i äldre tid, då Harlösa var egen kommun, inrymde Harlösa kommunalhus. 
2008 invigdes Harlösas nya idrottshall. I januari varje år anordnas en turnering i inomhusfotboll av den lokala fotbollsföreningen Harlösa IF. Turneringen hålls för såväl damer som herrar och ungdomar. 
Den största delen av Harlösa tätort utgörs av det före detta stationssamhället plus senare intilliggande bebyggelse. I ortens nordliga utkant ligger kyrkan i anslutning till kyrkbyn.
Stockholms privatbank etablerade sig i Harlösa runt 1917, en rörelse som övertogs av Köpmannabanken år 1919 och sedan överläts till Skånska banken år 1921. Den 20 maj 1932 lade Skånska banken ner kontoret i Harlösa. Harlösa hade även ett kontor tillhörande Föreningsbanken. Den 7 april 2003 stängde Färs och Frosta sparbank kontoret i Harlösa, varefter orten saknat bankkontor.

### Harlösa järnvägsstation
Huvudartikel: Harlösa järnvägsstation
Förr utgick fem järnvägslinjer på tre banor från Harlösa. Banorna var några av landets mest olönsamma. Numera är järnvägen uppriven, sista persontåget gick 9 juni 1955. De sista resterna av räls revs vintern 1984-85 i samband med rivningen av Dalby–Harlösa–Bjärsjölagård Järnväg.

## Näringsliv

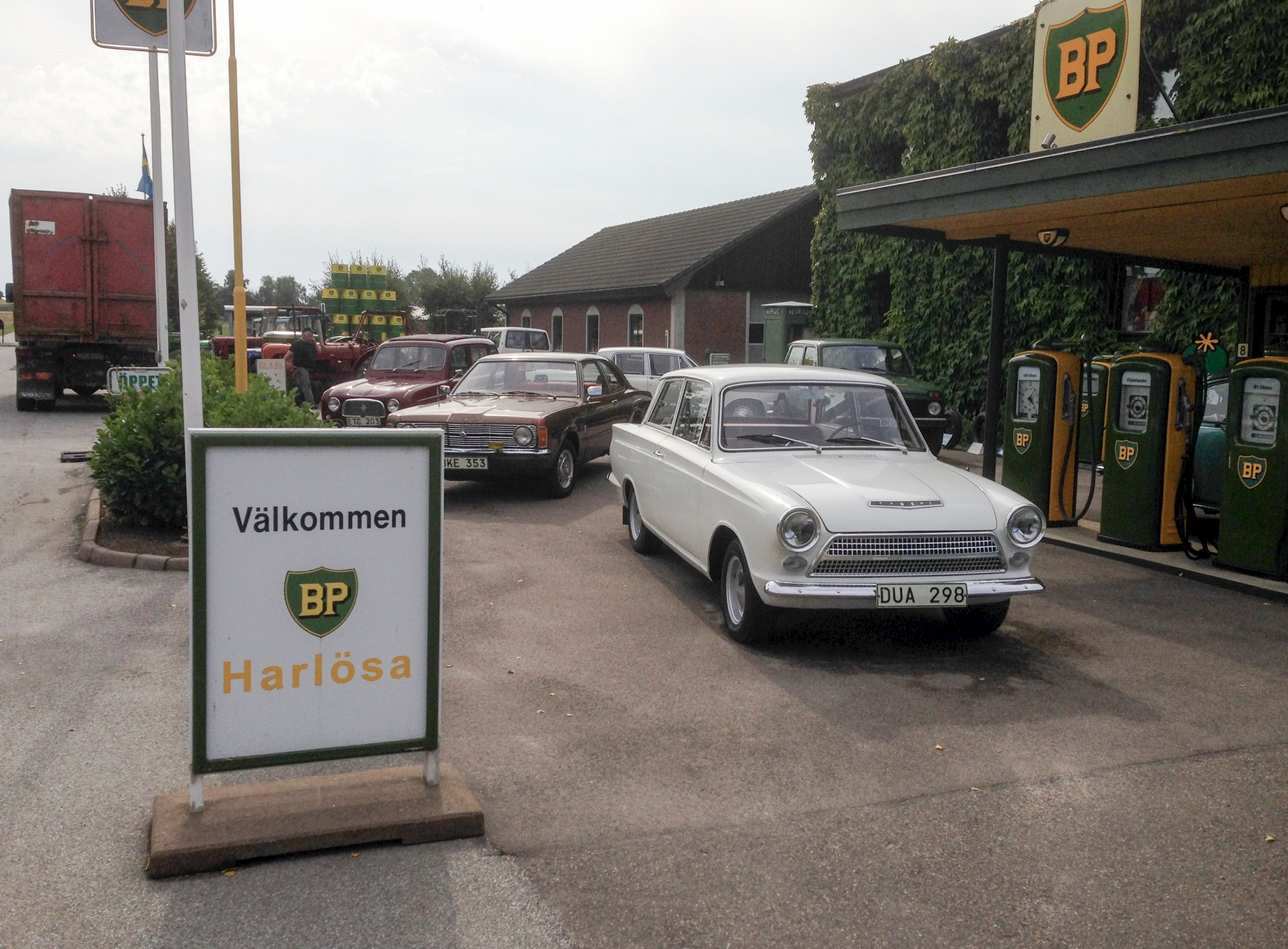
Del av BP-museet

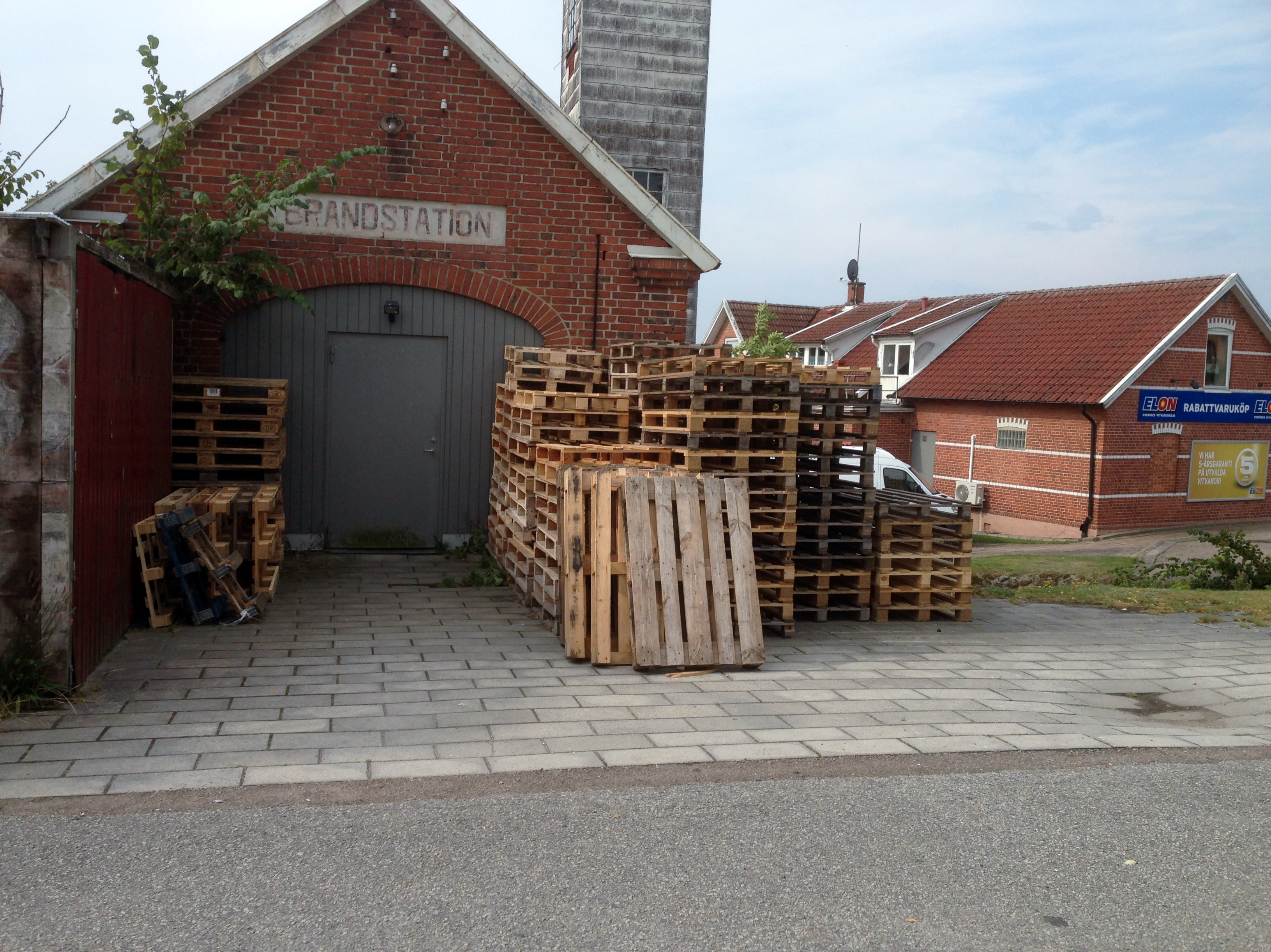
Harlösa brandstation

I Harlösa finns cementindustri och livsmedelsindustri med Harlösa Charkuterier.
Tidigare fanns här Molinderska konservfabriken, i folkmun kallad mejeriet, som tillverkade kondenserad mjölk som såldes till fartyg världen över.